# TurkmenAlem 52E
TurkmenÄlem 52E (auch TürkmenÄlem oder MonacoSat) ist ein kommerzieller Kommunikationssatellit des turkmenischen Ministerium für Kommunikation und der erste turkmenische Satellit. Er wird in Verbindung mit Monaco Space Systems International und SES von Luxemburg betrieben. 
Er wurde am 27. April 2015 um 23:03 UTC mit einer Falcon-9-Trägerrakete vom Startkomplex 40 der Cape Canaveral AFS in eine geostationäre Umlaufbahn gebracht.
Der dreiachsenstabilisierte Satellit wurde auf Basis des Satellitenbus Spacebus 4000C2 von Thales Alenia Space  gebaut und besitzt eine geplante Lebensdauer von 15 Jahren. Er soll von der Position 52° Ost aus Europa, Asien, Nordafrika und den mittleren Osten mit Telekommunikationsdienstleistungen versorgen.

## Transponder
Der Satellit ist mit 48 Ku-Band-Transpondern ausgerüstet. Andere Angaben sprechen von 38 aktiven Ku-Band-Transpondern. TurkmenÄlem verfügt über 3 Beams. Das turkmenische Ministerium für Kommunikation nutzt 26 Transponder; die restlichen 12 TPs in den Nahen Osten und Nordafrika wurden SES gelased.
Beams:
- Ku-Band Ost-Beam
- Ku-Band MENA-Beam
- Ku-Band West-Beam

Ost- und West-Beam unterscheiden sich nicht in der Ost-West-Ausdehnung. Beide decken Nordwest-, Mittel- und Südosteuropa sowie einen Streifen von der Türkei bis Turkmenistan ab. Der Westbeam kann zusätzlich nördlich der genannten Gebiete (mit Ausnahme des Autonomen Kreises der Nenzen und der Insel Nowaja Semlja in Russland) empfangen werden.
Seit dem Start des Satelliten werden sieben staatliche Fernsehsender (ausschließlich in HD) und vier Radios auf dem West-Beam ausgestrahlt. Einer der Fernsehsender ist Türkmenistan Sport, der unverschlüsselt Kampfsport und europäischen Fußball ausstrahlt.